# Premierzy Grenady

## Lista premierów Grenady

### Autonomia
| #                                                   | Imię i Nazwisko               | Portret | Kadencja         | Kadencja         | Partia polityczna | Partia polityczna |
| #                                                   | Imię i Nazwisko               | Portret | Od               | Do               | Partia polityczna | Partia polityczna |
| --------------------------------------------------- | ----------------------------- | ------- | ---------------- | ---------------- | ----------------- | ----------------- |
| 1                                                   | Herbert Blaize (1918–1989)    |         | 1 stycznia 1960  | 29 marca 1961    |                   | GNP               |
| 2                                                   | George E.D. Clyne (1920–1984) |         | 29 marca 1961    | 16 sierpnia 1961 |                   | GULP              |
| 3                                                   | Eric Gairy (1922–1997)        |         | 16 sierpnia 1961 | 19 czerwca 1962  |                   | GULP              |
| administrator kolonii (19 czerwca-21 września 1962) |                               |         |                  |                  |                   |                   |
| (1)                                                 | Herbert Blaize (1918–1989)    |         | 21 września 1962 | 25 sierpnia 1967 |                   | GNP               |
| (3)                                                 | Eric Gairy (1922–1997)        |         | 25 sierpnia 1967 | 6 lutego 1974    |                   | GULP              |

### Niepodległe państwo
| #   | Imię i Nazwisko                 | Portret | Kadencja             | Kadencja             | Partia polityczna | Partia polityczna |
| #   | Imię i Nazwisko                 | Portret | Od                   | Do                   | Partia polityczna | Partia polityczna |
| --- | ------------------------------- | ------- | -------------------- | -------------------- | ----------------- | ----------------- |
| 1   | Eric Gairy (1922–1997)          |         | 6 lutego 1974        | 13 marca 1979        |                   | GULP              |
| 2   | Maurice Bishop (1944–1983)      |         | 13 marca 1979        | 19 października 1983 |                   | NJM               |
| -   | Bernard Coard (ur. 1944)        |         | 14 października 1983 | 19 października 1983 |                   | NJM               |
| 3   | Hudson Austin (1938–2022)       |         | 19 października 1983 | 25 października 1983 |                   | NJM               |
| -   | Paul Scoon (1935-2013)          |         | 25 października 1983 | 9 grudnia 1983       |                   | Bezpartyjny       |
| -   | Nicholas Brathwaite (1925–2016) |         | 9 grudnia 1983       | 4 grudnia 1984       |                   | NDC               |
| (1) | Herbert Blaize (1918–1989)      |         | 4 grudnia 1984       | 19 grudnia 1989      |                   | NNP               |
| 4   | Ben Jones (1924–2005)           |         | 20 grudnia 1989      | 16 marca 1990        |                   | NNP               |
| 5   | Nicholas Brathwaite (1925–2016) |         | 16 marca 1990        | 1 lutego 1995        |                   | NDC               |
| 6   | George Brizan (1942–2012)       |         | 1 lutego 1995        | 22 czerwca 1995      |                   | NDC               |
| 7   | Keith Mitchell (ur. 1946)       |         | 22 czerwca 1995      | 9 lipca 2008         |                   | NNP               |
| 8   | Tillman Thomas (ur. 1945)       |         | 9 lipca 2008         | 20 lutego 2013       |                   | NDC               |
| (7) | Keith Mitchell (ur. 1946)       |         | 20 lutego 2013       | 24 czerwca 2022      |                   | NNP               |
| 9   | Dickon Mitchell (ur. 1978)      |         | 24 czerwca 2022      | nadal                |                   | NDC               |